# Achille Delesse
Achille Delesse, né à Metz le 3 février 1817 et mort à Paris (6e) le 24 mars 1881, est un géologue et minéralogiste français.

## Biographie
Achille Ernest Oscar Joseph Delesse naît à Metz le 3 février 1817.
En 1839, il sort premier de l'École polytechnique. Il intègre alors le corps des Mines. Docteur ès sciences, il est titulaire de la chaire de minéralogie et de géologie de l’université de Besançon. En 1848, il revient à Paris et fonde à l'École des mines l'enseignement de l'agriculture, des irrigations et du drainage. Il devient inspecteur des carrières du département de la Seine et enseigne à la Sorbonne, à l’École normale supérieure et à l’École des mines. Il est élu membre de l’Académie des sciences en 1879.
Il publie des recherches sur les pseudomorphoses. En géologie, il contribue à l’étude des roches, notamment métamorphiques.
Sur instruction du préfet Haussmann, il réalise une carte hydrologique et une carte géologique de la ville de Paris qui sont publiées en 1858.
Il meurt à Paris, dans le 6e arrondissement, le 24 mars 1881.

## Espèces minérales décrites
- buratite (1846), déclassée comme synonyme d’aurichalcite ;
- damourite, dédié au minéralogiste Alexis Damour, déclassée comme variété de muscovite.

## Principales publications
- Recherches sur les roches globuleuses, Paris, Gide et J. Baudry, 1852 (lire en ligne)
- Lithologie des mers de France et des mers principales du globe : tome premier, Paris, Librairie scientifique, industrielle et agricole, 1871 (lire en ligne)
- Lithologie des mers de France et des mers principales du globe : tome second, Paris, Librairie scientifique, industrielle et agricole, 1871 (lire en ligne)
- Lithologie des mers de France et des mers principales du globe : atlas, Paris, Librairie scientifique, industrielle et agricole, 1871 (lire en ligne)
- Matériaux de construction de l'exposition universelle de 1855. Paris : Victor Dalmont, 1856. (Lire en ligne)